# طريق الإنقاذ الغربي
طريق الإنقاذ الغربي هو الوحيد الذي يربط مدينة الخرطوم عاصمة دولة السودان بدارفور، وقد اكتمل الربط البري بين الفاشر والخرطوم في شهر نوفمبر من سنة 2014م. طول الطريق كليا 1280 كلم وبدأ التنفيذ الفعلي له في بداية العام 1995م وسبق أن افتتح القطاع الأول من الأبيض وحتى النهود بطول 170 كلم .

## المسلك
- الخرطوم
- الأبيض (عاصمة شمال كردفان)
- النهود (في غرب كردفان)
- الفاشر (عاصمة شمال دارفور)
- الجنينة (عاصمة غرب دارفور)